# Aleksandra Michalik
Aleksandra Michalik (ur. 31 marca 1999 w Krakowie) – polska snowboardzistka, olimpijka z Pekinu (2022).

## Życiorys
Jest zawodniczką AZS Zakopane.
W zawodach FIS debiutowała w listopadzie 2014, w snowcrossie. W tej konkurencji w 2015 debiutowała w Pucharze Europy, w tym samym roku wystąpiła na zimowym olimpijski festiwalu młodzieży Europy (7 m.) i mistrzostwach świata juniorów (34 m.). W kolejnych latach poświęciła się przede wszystkim startom w slalomie i slalomie gigancie. Reprezentowała Polskę na mistrzostwach świata juniorów w 2017 (13 m. w slalomie równoległym i 32 m. w slalomie gigancie równoległym), 2018 (10 m. w slalomie równoległym i 12 m. w slalomie gigancie równoległym) i 2019 (7 m. w slalomie równoległym i 13 m. w slalomie gigancie równoległym).
W grudniu 2018 debiutowała w slalomie gigancie równoległym w zawodach Pucharu Świata (39 m.). Reprezentowała Polskę na letniej uniwersjadzie w 2019 (8 m. w slalomie równoległym i 6 m. w slalomie gigancie równoległym), mistrzostwach świata seniorów w 2021 (21 m. w slalomie równoległym i 22 m. w slalomie gigancie równoległym) oraz zimowych igrzyskach olimpijskich w Pekinie (2022) (24 m. w slalomie gigancie równoległym).
Jej dziadkiem jest olimpijczyk w narciarstwie Józef Gąsienica-Sobczak.